# Bahía Arena
La bahía Arena (51°44′S 57°58′O / -51.733, -57.967) es una entrada de mar que se encuentra en el este de la isla Soledad del archipiélago de las Malvinas. Administrativamente pertenece al departamento Islas del Atlántico Sur de la provincia de Tierra del Fuego, Antártida e Islas del Atlántico Sur.
Esta pequeña bahía se localiza al fondo del puerto Enriqueta, al oeste de punta Lago y al sudoeste de Puerto Argentino.